# Landkreis Hohenelbe

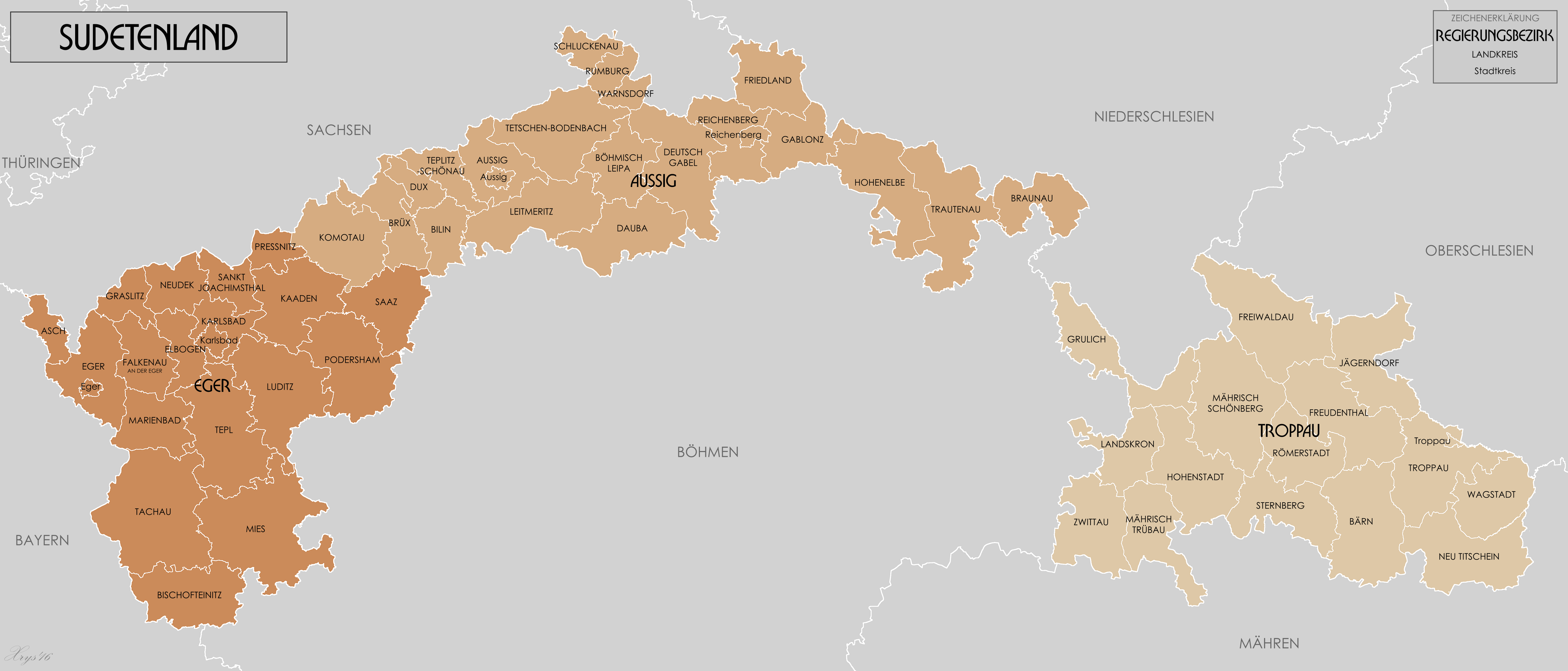
Verwaltungskarte des Reichsgaus Sudetenland

Der deutsche Landkreis Hohenelbe bestand in der Zeit zwischen 1938 und 1945 im Reichsgau Sudetenland. Er umfasste am 1. Januar 1945 zwei Städte:
- Arnau
- Hohenelbe

und 59 weitere Gemeinden.
Das Gebiet des Landkreises Hohenelbe hatte am 1. Dezember 1930 65.998  Einwohner, am 17. Mai 1939 waren es 62.246 Bewohner und am 22. Mai 1947 43.844 Einwohner.

## Verwaltungsgeschichte

### Tschechoslowakei/Deutsche Besatzung
Vor dem Münchner Abkommen vom 29. September 1938 gehörten die politischen Bezirke Jilemnice, Nová Paka und Vrchlabí zur Tschechoslowakei.
In der Zeit vom 1. bis 10. Oktober 1938 besetzten deutsche Truppen das Sudetenland. Die politischen Bezirke Jilemnice (teilweise), Nová Paka (teilweise) und Vrchlabí trugen fortan die früheren deutsch-österreichischen Bezeichnungen Starkenbach, Neu Paka und Hohenelbe. Der politische Bezirk Hohenelbe umfasste die Gerichtsbezirke Arnau und Hohenelbe. Der deutsch gewordene Teil des politischen Bezirkes Neu Paka – ohne die gleichnamige Stadt – umfasste die zum Deutschen Reich gehörenden Gemeinden und Gemeindeteile des Gerichtsbezirks Neu Paka. Der deutsch gewordene Teil des politischen Bezirkes Starkenbach – ohne die gleichnamige Stadt – umfasste den Gerichtsbezirk Rochlitz und die zum Deutschen Reich gehörenden Gemeinden und Gemeindeteile der Gerichtsbezirke Hochstadt und Starkenbach. Seit dem 20. November 1938 führten die politischen Bezirke Hohenelbe, Neu Paka und Starkenbach die Bezeichnung „Landkreis“. Sie unterstanden bis zu diesem Tage dem Oberbefehlshaber des Heeres, Generaloberst Walther von Brauchitsch, als Militärverwaltungschef.

### Deutsches Reich
Am 21. November 1938 wurde das Gebiet der Landkreise Hohenelbe, Neu Paka (teilweise) und Starkenbach (teilweise) förmlich in das Deutsche Reich eingegliedert und kam zum Verwaltungsbezirk der Sudetendeutschen Gebiete unter dem Reichskommissar Konrad Henlein.
Sitz der Kreisverwaltung wurde die Stadt Hohenelbe.
Ab dem 15. April 1939 galt das Gesetz über den Aufbau der Verwaltung im Reichsgau Sudetenland (Sudetengaugesetz). Danach kamen die Landkreise Hohenelbe, Neu Paka (teilweise) und Starkenbach (teilweise) zum Reichsgau Sudetenland und wurden dem neuen Regierungsbezirk Aussig zugeteilt.
Zum 1. Mai 1939 wurde eine Neugliederung der teilweise zerschnittenen Kreise im Sudetenland verfügt. Danach blieb der Landkreis Hohenelbe in seinen bisherigen Grenzen erhalten. Er erhielt ferner die Restkreise Neu Paka und Starkenbach (ohne die Gemeinden Harrachsdorf, Pasek und Woleschnik), ferner vom Landkreis Trautenau die Gemeinde Switschin.
Die Gemeinden Harrachsdorf, Pasek und Woleschnik wechselten zum Landkreis Gablonz.
Bei diesem Zustand blieb es bis zum Ende des Zweiten Weltkriegs.
Seit 1945 gehörte das Gebiet zunächst wieder zur Tschechoslowakei. Heute ist es ein Teil der Tschechischen Republik.

## Landräte
- 1938–1940: Paul Hampel (* 1907)
- 1940–1945: Hermann Krutsch (1905–1982)

## Kommunalverfassung
Bereits am Tag vor der förmlichen Eingliederung in das Deutsche Reich, nämlich am 20. November 1938, wurden alle Gemeinden der Deutschen Gemeindeordnung vom 30. Januar 1935 unterstellt, welche die Durchsetzung des Führerprinzips auf Gemeindeebene vorsah. Es galten fortan die im bisherigen Reichsgebiet üblichen Bezeichnungen, nämlich statt:
- Ortsgemeinde: Gemeinde
- Marktgemeinde: Markt
- Stadtgemeinde: Stadt
- Politischer Bezirk: Landkreis

## Ortsnamen
Es galten die bisherigen Ortsnamen weiter, und zwar in der deutsch-österreichischen Fassung von 1918.
1942 wurde die Gemeinde Friedrichsthal in die Gemeinde Spindlermühle eingemeindet.